# Тацій Олексій Олександрович

Могила Олексія Тація

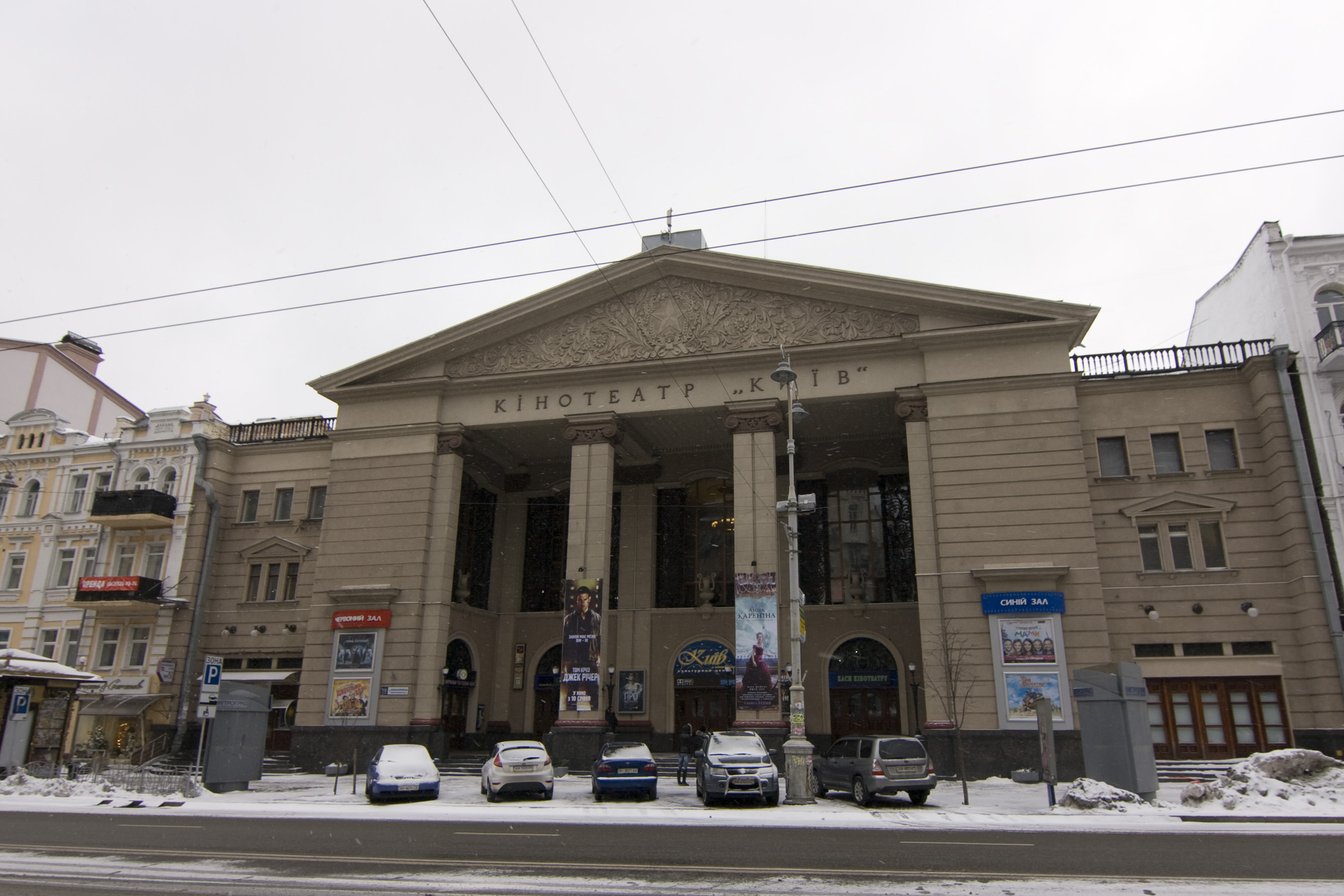
Кінотеатр «Київ»

Таці́й Олексі́й Олекса́ндрович (4 (17) березня 1903 , Полтава  — 13 березня 1967 , Київ ) — український радянський архітектор.

## Біографія
Народився 4 (17) березня 1903 року в Полтаві. Прізвище при народженні — Пєтушков, змінив його 1931 року.
Протягом 1920–1922 років навчався у Вищій художньо-технічній майстерні у Москві.
У 1923 році переїхав до Харкова. У 1929 році закінчив Харківський технологічний інститут. Навчався у академіка архітектури О. Бекетова і професора О. Молокіна. Ще в студентські роки в конкурсі на найкращий проєкт Харківського крематорію у 1928 році отримав 3-ю премію.
Після закінчення навчання до 1933 року працював в Українському науковому інституті споруд в Харкові й одночасно навчався в аспірантурі цього ж інституту. У 1934 році переїхав до Києва і працював в «Цивільпроекті». Одночасно у 1934–1941 роках викладав в Київському інженерно-будівельному інституті. Серед його учнів відомі архітектори В. Гопкало, О. Малиновський, Г. Слуцький, В. Чуприна та інші.
В роки німецько-радянської війни, маючи звільнення від призову, добровольцем пішов на фронт. Воював на Волховському фронті. Після відвоювання Києва повернувся і брав участь у відбудові міста.
У 1944 році взяв участь у конкурсі на проєкт забудови Хрещатика. Після завершення конкурсу, у 1948 році, за участь у розробці проєктів О. Власов, В. Заболотний і О. Тацій були нагороджені орденами Леніна.
У повоєнні роки працював заступником начальника Управління в справах архітектури при Раднаркомі УРСР, директором інституту «Діпросільбуд», і при цьому працював творчо.
Помер 13 березня 1967 року. Похований в Києві на Байковому кладовищі.

## Роботи
- Цементний завод у м. Краматорськ (1929–1930);
- Цементний завод у м. Слов'янськ (1929–1930);
- Забудова селища «Дослідне» у Харкові (1929–1931);
- Житлові будинки для Дніпропетровська та міст Донбасу (1929–1934);
- Житловий будинок на вул. Пушкінській, 40 у Харкові (1929–1934);
- Виставочний павільйон та Будинок Червоної Армії в Харкові (1932);
- Будинок Міської ради в Кривому Розі (1933–1934);
- Житлові будинки у Полтаві (1933–1935);
- Житловий будинок на вул. Симона Петлюри, 3/25 у Києві (1935);
- Житловий будинок на вул. Грушевського,9 у Києві (1935; у спів. з О.Бекетовим);
- Проєкт розпланування с. Чапаєвка Золотоніського р-ну та будівництво клубу, адмінбудинку та стадіону (1935–1936);
- Критий плавальний басейн Палацу фізкультури у Києві (1936, не зберігся);
- Будинок відпочинку у с. Щурівка біля Верхньодніпровська (1936–1937)[1], нині це - санаторій "Славутич";
- Житловий будинок Марії Демченко у с. Демидів (1936–1938);
- Павільйон УРСР на Всесоюзній Сільськогосподарській Виставці в Москві (у співавторстві з М. К. Іванченком) (1937);
- Житловий будинок «Ревтруд», м. Тамбов (Росія) (1939–1940);
- Конкурсний проєкт архітектурного оформлення Наводницького моста у Києві (1940, не побудовано)[2][1];
- Критий ринок у Полтаві (1940);
- Будинок культури у Шполі (1940);
- Металевий міст у Краматорську (1940);
- Будинок культури у с. Сингаївка, Київщина (1940);
- Будинок культури у с. Перекоп Запорізької обл. (1940–1941);
- Стадіон, м. Костанай (Казахстан) (1941);
- Розпланування зразково-показового села Демидів (1946–1948);
- Кінотеатр «Київ» (1946–1952);
- колгоспний клуб у с. Руська Поляна, Черкащина (1954);
- Будинок ветерапнів сцени у Пуща-Водиці, Київ (1956–1959);
- Спальний корпус літнього типу санаторію «Дніпро» у Ялті (1956–1957);
- Спальний корпус літнього типу санаторію "Дніпро" (до 1955 називався «Харакс») (1957);
- Спальний корпус літнього типу санаторію «Зміна» у Євпаторії (1957);
- Спальний корпус літнього типу санаторію «Лузанівка» у Одесі (1957);
- Будинок проєктних організацій на бульварі Лесі Українки, 26 у Києві (1960–1962; у співавторстві з Борисом Ведерниковим та Михайлом Іванюком);

Розробив серію типових малоповерхових та багатоповерхових будинків для масового будівництва, проєкти сільських площ, клубів.

## Нагороди
- орден Леніна (1948)
- орден Трудового Червоного Прапора (16.09.1939)[3]
- медаль «За перемогу над Німеччиною» (1945)
- медаль «20 років перемоги у ВВВ» (1965)
- золота медаль ВСГВ (1954)